# Regnbuelori
Regnbuelorien (Trichoglossus moluccanus) er en papegøjeart, som lever i Australien. Den er almindelig langs østkysten fra det nordlige Queensland til South Australia. Den holder til i regnskov, åbne skovområder og i villakvarterer.
Regnbuelorier er indført til Perth i Western Australia, Tasmanien, Auckland i New Zealand og Hong Kong.

## Taksonomi
Regnbuelorier er ægte papegøjer i overfamilien Psittacoidea i ordenen Psittaciformes. Regnbuelorien blev tidligere regnet for en underart af bjerglorien (Trichoglossus haematodus), men er nu udskilt som en selvstændig art. Arten omfatter tre underarter: Swainsons lori (Trichoglossus moluccanus moluccanus), Lake Eyre lori (T. m. eyrei) og den nordmolukkanske lori (T. m. septentrionalis).
Rødnakket lori (T. rubritorquis) har længe været regnet for en underart til regnbuelorien, men i dag anser de fleste større autoriteter dem for at være to forskellige arter. Derudover førte en gennemgang i 1997 til en anbefaling om at udskille nogle af de mest markante varianter fra De små Sundaøer som selvstændige arter: rødbrystet lori (T. forsteni), marigoldlori (T. capistratus) og floreslori (T. weberi). Denne anbefaling følges af stadig flere større autoriteter.

## Beskrivelse
Regnbuelorien er en mellemstor papegøje med en længde, inklusiv halen, på 25 til 30 cm. Vægten ligger mellem 55 og 157 g. Fjerdragten er i meget klare farver. Hovedet er dybt blåt med en gulgrøn nakke, mens resten af oversiden (vinger, ryg og hale) er grøn. Brystet er orange og bugen blå. I flugten ses et gult bånd på de røde undervinger.
Der er næsten ingen synlig forskel på kønnene, men det er muligt for en erfaren iagttager at se forskel. Hannen har en koncentreret orange farve på brystet i modsætning til hunnen som har lidt gult iblandet det orange. Hannen har også et mere firkantet hoved end hunnen.
Ungfugle har et sort næb, som gradvist bliver orange hos de voksne fugle.

## Levevis
Regnbuelorier færdes ofte parvis men samles nogle gange i flokke for derefter at spredes i par igen. Om aftenen samles regnbuelorierne og overnatter i store flokke, som kan tælle titusinder af fugle. Regnbuelorien forsvarer sine fødesteder og redeområde aggressivt mod andre regnbuelorier og andre fuglearter. De jager ikke kun mindre fugle som hvidpandet bjældefugl og buskhonningæder væk, men også større fugle som australsk fløjtefugl.

## Føde
Regnbuelorien lever fortrinsvis af frugt, pollen og nektar, og dens tunge er tilpasset denne føde. Tungespidsen har en gruppe fine hår, som er tilpasset indsamling af pollen og nektar fra blomster. Nektar fra eucalyptus, Pittosporum, Grevillea, Spathodea campanulata (afrikansk tulipantræe) og Metroxylon sagu (sagopalme) er en vigtig fødekilde. Regnbuelorien spiser frugter fra figentræer, trema, Mutingia, såvel som papaya og mango allerede åbnet af storflagermus. De spiser også afgrøder som æbler, majs og sorghum. De er hyppige gæster ved fodersteder i haver, hvor de i bedste fald får nektar (indkøbt i forretninger), solsikkefrø og frugt som æbler, pærer og vindruer. Mange fodrer dog med brød eller brød med honning. Det har ikke tilstrækkeligt med næringsindhold, vitaminer og mineraler og kan føre til problemer med helbredet og fjerdannelsen hos ungfugle.
Mange steder, heriblandt campingpladser og forstadshaver, er vilde lorier så vant til mennesker, at de kan håndfodres. Dyreparker som Currumbin Wildlife Sanctuary og Lone Pine Koala Sanctuary i Queensland er kendt for deres mange lorier, som publikum kan håndfodre.

## Yngleforhold
Regnbuelorien yngler normalt om foråret (september til december), men det kan variere fra region til region afhængigt af fødemængden og klimaet. Den bygger sin rede i f.eks. huller i høje træer som eucalyptus, palmestammer eller udhængende klipper. Regnbuelorien kan godt have sin rede i samme træ som andre regnbuelorier eller andre fuglearter. Hunnen lægger 1 - 3 æg, som hun udruger på omkring 25 dage.
Regnbuelorier er fortrinsvis monogame og danner par i lange perioder og ofte for hele livet.

## Status
Generet er regnbuelorien vidt udbredt og mange steder almindelig. I følge den årlige Birdlife Australia fugletælling, er det den hyppigst observerede fugl i Australien. Den har derfor status som ikke truet hos BirdLife International.

### Som skadedyr
Regnbuelorier blev i 1960'erne ved et uheld sluppet løs i den sydvestlige del af Western Australia nær University of Western Australia. De har siden da været betragtet som skadedyr i denne del af Australien. Regnbuelorien er en alvorlig konkurrent til lokale arter både når det gælder føde og redehuller. Arter som blåkronet lori, smalnæbbet ravnekakadu, og ringparakit er hårdt ramt eller helt fortrængt.
I New Zealand havde en bestand af regnbuelorier etableret sig efter at en beboer i Auckland illegalt slap et betydeligt antal fugle fri, som var opdrættet i fangenskab. I 1999 havde en bestand på 150–200 fugle etableret sig, og vist at de kunne klare sig i New Zealands klima og miljø. Department of Conservation, som varetager naturbeskyttelse i New Zealand, frygtede at regnbuelorien ville udkonkurrere lokale honningædere og at den kunne være en trussel for den oprindelige natur på steder som Little Barrier Island. Fuglene blev indfanget i 2000-2002. Siden har man indfanget mindre flokke andre steder i New Zealand, men der er ikke længere levedygtige bestande af vilde regnbuelorier.
Mange frugtplantageejere anser regnbuelorien for at være et skadedyr, da de ofte flyver i flok og kan rydde hele træer for frugt. I bebyggede områder er de upopulære hos nogle, fordi de støjer og klatter på udendørs områder og biler.